# Ætheling

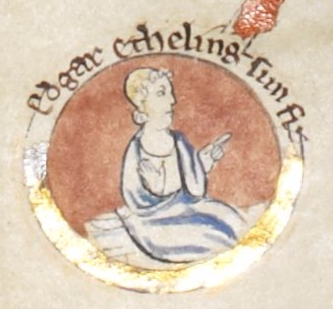
Edgar Ætheling dans une chronique généalogique des rois anglais (vers 1275-1300).

Ætheling, atheling ou etheling est un terme anglo-saxon désignant les princes d'une famille royale susceptibles d'être élus rois.
Plusieurs princes n'ayant jamais régné restent connus par ce titre, ainsi Alfred Ætheling, fils d'Æthelred le Malavisé, ou Edgar Ætheling, petit-fils d'Edmond Côte-de-Fer. Sa forme latine Adelinus est encore utilisée après la conquête normande, notamment dans le nom de Guillaume Adelin, le fils d'Henri Ier. Il a pour équivalents filius regis et clito en latin.